# تپه (ب) ناوتپان
تپه (ب) ناوتپان مربوط به هزاره اول قبل از میلاد - دوران‌های تاریخی پس از اسلام است و در شهرستان کامیاران، بخش مرکزی، روستای آهنگران واقع شده و این اثر در تاریخ ۱۰ دی ۱۳۸۱ با شمارهٔ ثبت ۶۹۰۷ به‌عنوان یکی از آثار ملی ایران به ثبت رسیده است.